# Tavola degli integrali indefiniti di funzioni trigonometriche
Questa pagina contiene una tavola di integrali indefiniti di funzioni trigonometriche. 
Per altri integrali vedi Integrale § Tavole di integrali.
In questa pagina si assume che {\displaystyle c} sia una costante diversa da 0.

## Integrali di funzioni trigonometriche contenenti solo il seno
{\displaystyle \int \sin(cx)\;\mathrm {d} x=-{\frac {\cos(cx)}{c}}}
{\displaystyle \int \sin ^{2}x\;\mathrm {d} x={\frac {1}{2}}(x-\sin x\cos x)+C}
{\displaystyle \int \sin ^{3}x\;\mathrm {d} x={\frac {\cos ^{3}x}{3}}-\cos x\ +C;}
{\displaystyle \int \sin ^{n}(cx)\;\mathrm {d} x=-{\frac {\sin ^{n-1}(cx)\cos(cx)}{nc}}+{\frac {n-1}{n}}\int \sin ^{n-2}(cx)\;\mathrm {d} x\qquad ({\text{per }}n>0)}
{\displaystyle \int x\sin(cx)\;\mathrm {d} x={\frac {\sin(cx)}{c^{2}}}-{\frac {x\cos(cx)}{c}}}
{\displaystyle \int x^{n}\sin(cx)\;\mathrm {d} x=-{\frac {x^{n}}{c}}\cos(cx)+{\frac {n}{c}}\int x^{n-1}\cos(cx)\;\mathrm {d} x\qquad ({\text{per }}n>0)}
{\displaystyle \int {\frac {\sin(cx)}{x}}\mathrm {d} x=\sum _{i=0}^{\infty }(-1)^{i}{\frac {(cx)^{2i+1}}{(2i+1)\cdot (2i+1)!}}}
{\displaystyle \int {\frac {\sin(cx)}{x^{n}}}\mathrm {d} x=-{\frac {\sin cx}{(n-1)x^{n-1}}}+{\frac {c}{n-1}}\int {\frac {\cos(cx)}{x^{n-1}}}\mathrm {d} x}
{\displaystyle \int {\frac {\mathrm {d} x}{\sin(cx)}}={\frac {1}{c}}\ln \left|\tan {\frac {cx}{2}}\right|}
{\displaystyle \int {\frac {\mathrm {d} x}{\sin ^{n}(cx)}}={\frac {\cos(cx)}{c(1-n)\sin ^{n-1}(cx)}}+{\frac {n-2}{n-1}}\int {\frac {\mathrm {d} x}{\sin ^{n-2}cx}}\qquad ({\text{per }}n>1)}
{\displaystyle \int {\frac {\mathrm {d} x}{1\pm \sin(cx)}}={\frac {1}{c}}\tan \left({\frac {cx}{2}}\mp {\frac {\pi }{4}}\right)}
{\displaystyle \int {\frac {x\;\mathrm {d} x}{1+\sin(cx)}}={\frac {x}{c}}\tan \left({\frac {cx}{2}}-{\frac {\pi }{4}}\right)+{\frac {2}{c^{2}}}\ln \left|\cos \left({\frac {cx}{2}}-{\frac {\pi }{4}}\right)\right|}
{\displaystyle \int {\frac {x\;\mathrm {d} x}{1-\sin cx}}={\frac {x}{c}}\cot \left({\frac {\pi }{4}}-{\frac {cx}{2}}\right)+{\frac {2}{c^{2}}}\ln \left|\sin \left({\frac {\pi }{4}}-{\frac {cx}{2}}\right)\right|}
{\displaystyle \int {\frac {\sin cx\;\mathrm {d} x}{1\pm \sin cx}}=\pm x+{\frac {1}{c}}\tan \left({\frac {\pi }{4}}\mp {\frac {cx}{2}}\right)}
{\displaystyle \int \sin c_{1}x\sin c_{2}x\;\mathrm {d} x={\frac {\sin(c_{1}-c_{2})x}{2(c_{1}-c_{2})}}-{\frac {\sin(c_{1}+c_{2})x}{2(c_{1}+c_{2})}}\qquad ({\text{per }}|c_{1}|\neq |c_{2}|)}

## Integrali di funzioni trigonometriche contenenti solo il coseno
{\displaystyle \int \cos(cx)\;\mathrm {d} x={\frac {\sin(cx)}{c}}}
{\displaystyle \int \cos ^{2}x\;\mathrm {d} x={\frac {1}{2}}(x+\sin x\cos x)+C}
{\displaystyle \int \cos ^{3}x\;\mathrm {d} x=\sin x-{\frac {\sin ^{3}x}{3}}+C}
{\displaystyle \int \cos ^{n}(cx)\;\mathrm {d} x={\frac {\cos ^{n-1}(cx)\sin(cx)}{nc}}+{\frac {n-1}{n}}\int \cos ^{n-2}(cx)\;\mathrm {d} x\qquad ({\text{per }}n>0)}
{\displaystyle \int x\cos(cx)\;\mathrm {d} x={\frac {\cos(cx)}{c^{2}}}+{\frac {x\sin(cx)}{c}}}
{\displaystyle \int x^{n}\cos(cx)\;\mathrm {d} x={\frac {x^{n}\sin(cx)}{c}}-{\frac {n}{c}}\int x^{n-1}\sin(cx)\;\mathrm {d} x}
{\displaystyle \int {\frac {\cos(cx)}{x}}\mathrm {d} x=\ln |cx|+\sum _{i=1}^{\infty }(-1)^{i}{\frac {(cx)^{2i}}{2i\cdot (2i)!}}}
{\displaystyle \int {\frac {\cos(cx)}{x^{n}}}\mathrm {d} x=-{\frac {\cos(cx)}{(n-1)x^{n-1}}}-{\frac {c}{n-1}}\int {\frac {\sin(cx)}{x^{n-1}}}\mathrm {d} x\qquad ({\text{per }}n\neq 1)}
{\displaystyle \int {\frac {\mathrm {d} x}{\cos(cx)}}={\frac {1}{c}}\ln \left|\tan \left({\frac {cx}{2}}+{\frac {\pi }{4}}\right)\right|}
{\displaystyle \int {\frac {\mathrm {d} x}{\cos ^{n}(cx)}}={\frac {\sin(cx)}{c(n-1)\cos ^{n-1}(cx)}}+{\frac {n-2}{n-1}}\int {\frac {\mathrm {d} x}{\cos ^{n-2}(cx)}}\qquad ({\text{per }}n>1)}
{\displaystyle \int {\frac {\mathrm {d} x}{1+\cos(cx)}}={\frac {1}{c}}\tan {\frac {cx}{2}}}
{\displaystyle \int {\frac {\mathrm {d} x}{1-\cos(cx)}}=-{\frac {1}{c}}\cot {\frac {cx}{2}}}
{\displaystyle \int {\frac {x\;\mathrm {d} x}{1+\cos(cx)}}={\frac {x}{c}}\tan({cx}/{2})+{\frac {2}{c^{2}}}\ln \left|\cos {\frac {cx}{2}}\right|}
{\displaystyle \int {\frac {x\;\mathrm {d} x}{1-\cos(cx)}}=-{\frac {x}{c}}\cot({cx}/{2})+{\frac {2}{c^{2}}}\ln \left|\sin {\frac {cx}{2}}\right|}
{\displaystyle \int {\frac {\cos cx\;\mathrm {d} x}{1+\cos(cx)}}=x-{\frac {1}{c}}\tan {\frac {cx}{2}}}
{\displaystyle \int {\frac {\cos cx\;\mathrm {d} x}{1-\cos(cx)}}=-x-{\frac {1}{c}}\cot {\frac {cx}{2}}}
{\displaystyle \int \cos c_{1}x\cos c_{2}x\;\mathrm {d} x={\frac {\sin(c_{1}-c_{2})x}{2(c_{1}-c_{2})}}+{\frac {\sin(c_{1}+c_{2})x}{2(c_{1}+c_{2})}}\qquad ({\text{per }}|c_{1}|\neq |c_{2}|)}

## Integrali di funzioni trigonometriche contenenti solo tangente
{\displaystyle \int \tan cx\;\mathrm {d} x=-{\frac {1}{c}}\ln |\cos cx|}
{\displaystyle \int \tan ^{n}cx\;\mathrm {d} x={\frac {1}{c(n-1)}}\tan ^{n-1}cx-\int \tan ^{n-2}cx\;\mathrm {d} x\qquad ({\text{per }}n\neq 1)}
{\displaystyle \int {\frac {\mathrm {d} x}{\tan cx+1}}={\frac {x}{2}}+{\frac {1}{2c}}\ln |\sin cx+\cos cx|}
{\displaystyle \int {\frac {\mathrm {d} x}{\tan cx-1}}=-{\frac {x}{2}}+{\frac {1}{2c}}\ln |\sin cx-\cos cx|}
{\displaystyle \int {\frac {\tan cx\;\mathrm {d} x}{\tan cx+1}}={\frac {x}{2}}-{\frac {1}{2c}}\ln |\sin cx+\cos cx|}
{\displaystyle \int {\frac {\tan cx\;\mathrm {d} x}{\tan cx-1}}={\frac {x}{2}}+{\frac {1}{2c}}\ln |\sin cx-\cos cx|}

## Integrali di funzioni trigonometriche contenenti solo secante
{\displaystyle \int \sec {cx}\,\mathrm {d} x={\frac {1}{c}}\ln {\left|\sec {cx}+\tan {cx}\right|}}
{\displaystyle \int \sec ^{n}{cx}\,\mathrm {d} x={\frac {\sec ^{n-1}{cx}\sin {cx}}{c(n-1)}}+{\frac {n-2}{n-1}}\int \sec ^{n-2}{cx}\,\mathrm {d} x\qquad {\text{per }}n\neq 1,c\neq 0}

## Integrali di funzioni trigonometriche contenenti solo cosecante
{\displaystyle \int \csc {cx}\,\mathrm {d} x=-{\frac {1}{c}}\ln {\left|\csc {cx}+\cot {cx}\right|}}
{\displaystyle \int \csc ^{n}{cx}\,\mathrm {d} x=-{\frac {\csc ^{n-1}{cx}\cos {cx}}{c(n-1)}}+{\frac {n-2}{n-1}}\int \csc ^{n-2}{cx}\,\mathrm {d} x\qquad {\text{per }}n\neq 1,c\neq 0}

## Integrali di funzioni trigonometriche contenenti solo cotangente
{\displaystyle \int \cot cx\;\mathrm {d} x={\frac {1}{c}}\ln |\sin cx|}
{\displaystyle \int \cot ^{n}cx\;\mathrm {d} x=-{\frac {1}{c(n-1)}}\cot ^{n-1}cx-\int \cot ^{n-2}cx\;\mathrm {d} x\qquad ({\text{per }}n\neq 1)}
{\displaystyle \int {\frac {\mathrm {d} x}{1+\cot cx}}=\int {\frac {\tan cx\;\mathrm {d} x}{\tan cx+1}}}
{\displaystyle \int {\frac {\mathrm {d} x}{1-\cot cx}}=\int {\frac {\tan cx\;\mathrm {d} x}{\tan cx-1}}}

## Integrali di funzioni trigonometriche contenenti seno e coseno
{\displaystyle \int {\frac {\mathrm {d} x}{\cos cx\pm \sin cx}}={\frac {1}{c{\sqrt {2}}}}\ln \left|\tan \left({\frac {cx}{2}}\pm {\frac {\pi }{8}}\right)\right|}
{\displaystyle \int {\frac {\mathrm {d} x}{(\cos cx\pm \sin cx)^{2}}}={\frac {1}{2c}}\tan \left(cx\mp {\frac {\pi }{4}}\right)}
{\displaystyle \int {\frac {\cos cx\;\mathrm {d} x}{\cos cx+\sin cx}}={\frac {x}{2}}+{\frac {1}{2c}}\ln \left|\sin cx+\cos cx\right|}
{\displaystyle \int {\frac {\cos cx\;\mathrm {d} x}{\cos cx-\sin cx}}={\frac {x}{2}}-{\frac {1}{2c}}\ln \left|\sin cx-\cos cx\right|}
{\displaystyle \int {\frac {\sin cx\;\mathrm {d} x}{\cos cx+\sin cx}}={\frac {x}{2}}-{\frac {1}{2c}}\ln \left|\sin cx+\cos cx\right|}
{\displaystyle \int {\frac {\sin cx\;\mathrm {d} x}{\cos cx-\sin cx}}=-{\frac {x}{2}}-{\frac {1}{2c}}\ln \left|\sin cx-\cos cx\right|}
{\displaystyle \int {\frac {\cos cx\;\mathrm {d} x}{\sin cx(1+\cos cx)}}=-{\frac {1}{4c}}\tan ^{2}{\frac {cx}{2}}+{\frac {1}{2c}}\ln \left|\tan {\frac {cx}{2}}\right|}
{\displaystyle \int {\frac {\cos cx\;\mathrm {d} x}{\sin cx(1-\cos cx)}}=-{\frac {1}{4c}}\cot ^{2}{\frac {cx}{2}}-{\frac {1}{2c}}\ln \left|\tan {\frac {cx}{2}}\right|}
{\displaystyle \int {\frac {\sin cx\;\mathrm {d} x}{\cos cx(1+\sin cx)}}={\frac {1}{4c}}\cot ^{2}\left({\frac {cx}{2}}+{\frac {\pi }{4}}\right)+{\frac {1}{2c}}\ln \left|\tan \left({\frac {cx}{2}}+{\frac {\pi }{4}}\right)\right|}
{\displaystyle \int {\frac {\sin cx\;\mathrm {d} x}{\cos cx(1-\sin cx)}}={\frac {1}{4c}}\tan ^{2}\left({\frac {cx}{2}}+{\frac {\pi }{4}}\right)-{\frac {1}{2c}}\ln \left|\tan \left({\frac {cx}{2}}+{\frac {\pi }{4}}\right)\right|}
{\displaystyle \int \sin cx\cos cx\;\mathrm {d} x={\frac {-1}{2c}}\cos ^{2}cx}
{\displaystyle \int \sin c_{1}x\cos c_{2}x\;\mathrm {d} x=-{\frac {\cos(c_{1}+c_{2})x}{2(c_{1}+c_{2})}}-{\frac {\cos(c_{1}-c_{2})x}{2(c_{1}-c_{2})}}\qquad ({\text{per }}|c_{1}|\neq |c_{2}|)}
{\displaystyle \int \sin ^{n}cx\cos cx\;\mathrm {d} x={\frac {1}{c(n+1)}}\sin ^{n+1}cx\qquad ({\text{per }}n\neq 1)}
{\displaystyle \int \sin cx\cos ^{n}cx\;\mathrm {d} x=-{\frac {1}{c(n+1)}}\cos ^{n+1}cx\qquad ({\text{per }}n\neq 1)}
{\displaystyle \int \sin ^{n}cx\cos ^{m}cx\;\mathrm {d} x=-{\frac {\sin ^{n-1}cx\cos ^{m+1}cx}{c(n+m)}}+{\frac {n-1}{n+m}}\int \sin ^{n-2}cx\cos ^{m}cx\;\mathrm {d} x\qquad ({\text{per }}m,n>0)}
anche: {\displaystyle \int \sin ^{n}cx\cos ^{m}cx\;\mathrm {d} x={\frac {\sin ^{n+1}cx\cos ^{m-1}cx}{c(n+m)}}+{\frac {m-1}{n+m}}\int \sin ^{n}cx\cos ^{m-2}cx\;\mathrm {d} x\qquad ({\text{per }}m,n>0)}
{\displaystyle \int {\frac {\mathrm {d} x}{\sin cx\cos cx}}={\frac {1}{c}}\ln \left|\tan cx\right|}
{\displaystyle \int {\frac {\mathrm {d} x}{\sin cx\cos ^{n}cx}}={\frac {1}{c(n-1)\cos ^{n-1}cx}}+\int {\frac {\mathrm {d} x}{\sin cx\cos ^{n-2}cx}}\qquad ({\text{per }}n\neq 1)}
{\displaystyle \int {\frac {\mathrm {d} x}{\sin ^{n}cx\cos cx}}=-{\frac {1}{c(n-1)\sin ^{n-1}cx}}+\int {\frac {\mathrm {d} x}{\sin ^{n-2}cx\cos cx}}\qquad ({\text{per }}n\neq 1)}
{\displaystyle \int {\frac {\sin cx\;\mathrm {d} x}{\cos ^{n}cx}}={\frac {1}{c(n-1)\cos ^{n-1}cx}}\qquad ({\text{per }}n\neq 1)}
{\displaystyle \int {\frac {\sin ^{2}cx\;\mathrm {d} x}{\cos cx}}=-{\frac {1}{c}}\sin cx+{\frac {1}{c}}\ln \left|\tan \left({\frac {\pi }{4}}+{\frac {cx}{2}}\right)\right|}
{\displaystyle \int {\frac {\sin ^{2}cx\;\mathrm {d} x}{\cos ^{n}cx}}={\frac {\sin cx}{c(n-1)\cos ^{n-1}cx}}-{\frac {1}{n-1}}\int {\frac {\mathrm {d} x}{\cos ^{n-2}cx}}\qquad ({\text{per }}n\neq 1)}
{\displaystyle \int {\frac {\sin ^{n}cx\;\mathrm {d} x}{\cos cx}}=-{\frac {\sin ^{n-1}cx}{c(n-1)}}+\int {\frac {\sin ^{n-2}cx\;\mathrm {d} x}{\cos cx}}\qquad ({\text{per }}n\neq 1)}
{\displaystyle \int {\frac {\sin ^{n}cx\;\mathrm {d} x}{\cos ^{m}cx}}={\frac {\sin ^{n+1}cx}{c(m-1)\cos ^{m-1}cx}}-{\frac {n-m+2}{m-1}}\int {\frac {\sin ^{n}cx\;\mathrm {d} x}{\cos ^{m-2}cx}}\qquad ({\text{per }}m\neq 1)}
anche: {\displaystyle \int {\frac {\sin ^{n}cx\;\mathrm {d} x}{\cos ^{m}cx}}=-{\frac {\sin ^{n-1}cx}{c(n-m)\cos ^{m-1}cx}}+{\frac {n-1}{n-m}}\int {\frac {\sin ^{n-2}cx\;\mathrm {d} x}{\cos ^{m}cx}}\qquad {\text{per }}m\neq n)}
anche: {\displaystyle \int {\frac {\sin ^{n}cx\;\mathrm {d} x}{\cos ^{m}cx}}={\frac {\sin ^{n-1}cx}{c(m-1)\cos ^{m-1}cx}}-{\frac {n-1}{m-1}}\int {\frac {\sin ^{n-1}cx\;\mathrm {d} x}{\cos ^{m-2}cx}}\qquad ({\text{per }}m\neq 1)}
{\displaystyle \int {\frac {\cos cx\;\mathrm {d} x}{\sin ^{n}cx}}=-{\frac {1}{c(n-1)\sin ^{n-1}cx}}\qquad ({\text{per }}n\neq 1)}
{\displaystyle \int {\frac {\cos ^{2}cx\;\mathrm {d} x}{\sin cx}}={\frac {1}{c}}\left(\cos cx+\ln \left|\tan {\frac {cx}{2}}\right|\right)}
{\displaystyle \int {\frac {\cos ^{2}cx\;\mathrm {d} x}{\sin ^{n}cx}}=-{\frac {1}{n-1}}\left({\frac {\cos cx}{\sin ^{n-1}cx}}+\int {\frac {\mathrm {d} x}{\sin ^{n-2}cx}}\right)\qquad ({\text{per }}n\neq 1)}
{\displaystyle \int {\frac {\cos ^{n}cx\;\mathrm {d} x}{\sin ^{m}cx}}=-{\frac {\cos ^{n+1}cx}{c(m-1)\sin ^{m-1}cx}}-{\frac {n-m-2}{m-1}}\int {\frac {\cos ^{n}cx\;\mathrm {d} x}{\sin ^{m-2}cx}}\qquad ({\text{per }}m\neq 1)}
anche: {\displaystyle \int {\frac {\cos ^{n}cx\;\mathrm {d} x}{\sin ^{m}cx}}={\frac {\cos ^{n-1}cx}{c(n-m)\sin ^{m-1}cx}}+{\frac {n-1}{n-m}}\int {\frac {\cos ^{n-2}cx\;\mathrm {d} x}{\sin ^{m}cx}}\qquad ({\text{per }}m\neq n)}
anche: {\displaystyle \int {\frac {\cos ^{n}cx\;\mathrm {d} x}{\sin ^{m}cx}}=-{\frac {\cos ^{n-1}cx}{c(m-1)\sin ^{m-1}cx}}-{\frac {n-1}{m-1}}\int {\frac {\cos ^{n-2}cx\;\mathrm {d} x}{\sin ^{m-2}cx}}\qquad ({\text{per }}m\neq 1)}

## Integrali di funzioni trigonometriche contenenti seno e tangente
{\displaystyle \int \sin(cx)\tan(cx)\;\mathrm {d} x={\frac {\ln |\sec(cx)+\tan(cx)|-\sin(cx)}{c}}}
{\displaystyle \int {\frac {\tan ^{n}(cx)}{\sin ^{2}(cx)}}\;\mathrm {d} x={\frac {\tan ^{n-1}(cx)}{c(n-1)}}\qquad ({\text{per }}n\neq 1)}

## Integrali di funzioni trigonometriche contenenti coseno e tangente
{\displaystyle \int {\frac {\tan ^{n}(cx)}{\cos ^{2}(cx)}}\;\mathrm {d} x={\frac {\tan ^{n+1}(cx)}{c(n+1)}}\qquad ({\text{per }}n\neq -1)}

## Integrali di funzioni trigonometriche contenenti seno e cotangente
{\displaystyle \int {\frac {\cot ^{n}(cx)}{\sin ^{2}(cx)}}\;\mathrm {d} x=-{\frac {\cot ^{n+1}(cx)}{c(n+1)}}\qquad ({\text{per }}n\neq -1)}

## Integrali di funzioni trigonometriche contenenti coseno e cotangente
{\displaystyle \int {\frac {\cot ^{n}(cx)}{\cos ^{2}(cx)}}\;\mathrm {d} x={\frac {\tan ^{1-n}(cx)}{c(1-n)}}\qquad ({\text{per }}n\neq 1)}

## Integrali di funzioni trigonometriche contenenti tangente e cotangente
{\displaystyle \int {\frac {\tan ^{m}(cx)}{\cot ^{n}(cx)}}\;\mathrm {d} x={\frac {\tan ^{m+n-1}(cx)}{c(m+n-1)}}-\int {\frac {\tan ^{m-2}(cx)}{\cot ^{n}(cx)}}\;\mathrm {d} x\qquad ({\text{per }}m+n\neq 1)}